# 乔波德
乔波德，是匈牙利杰尔-莫雄-肖普朗州所辖的一个村。总面积29.18平方公里，总人口525，人口密度18.0人/平方公里（2011年1月1日）。